# Fadensiegelung
Fadensiegelung ist ein Verfahren der Buchbinder. Dabei werden beim Falzen kurze, kunststoffummantelte Verbindungsfäden durch den Buchrücken geheftet und unter Druck und Wärme miteinander verschmolzen.
Bei einer Fadensiegelung werden Klammern mit einem Spezialfaden in den Rücken der Falzbogen eingestochen und unter Wärmeeinwirkung mit dem Papier versiegelt. Der Faden einer Fadenheftung hält die Blätter eines Falzbogens zusammen und befestigt gleichzeitig die einzelnen Falzbogen aneinander. Fadenversiegelte Bücher haben eine höhere Haltbarkeit als Bücher mit einfacher Klebebindung.
Vorteil einer Fadensiegelung ist, dass das Produkt bis zum Bund aufgeschlagen werden kann. Das Fadensiegeln ist auch deutlich preisgünstiger und zeitsparender als das herkömmliche Fadenheften. Nachteilig ist, dass sich nach längerem Gebrauch einzelne Lagen aus einem Buch herauslösen können, da die Lagen untereinander nur verklebt sind.